# 伊塔瓜热
伊塔瓜热是巴西巴拉那州的一个市镇。总面积251.313平方公里，总人口4610人，人口密度18.3人/平方公里。